# Peter Kühnst

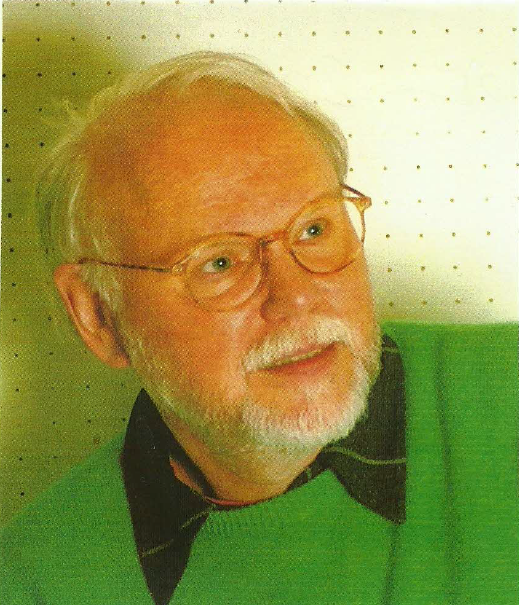
Peter Kühnst (1999)

Peter Kühnst (* 1946 in Heilbad Heiligenstadt) ist ein deutscher Sportwissenschaftler.

## Leben
Kühnst war als Gerätturner Schüler der Kinder- und Jugendsportschule in Erfurt. Er studierte anschließend an der Friedrich-Schiller-Universität in Jena Sport, Geschichte und Geographie und arbeitete dann zwei Jahre als Lehrer in Weimar.
1974 nach politischer Haft in die Bundesrepublik gekommen, wurde er Assistent für Sportgeschichte an der Deutschen Sporthochschule in Köln. Neben seiner Seminartätigkeit konnte er hier 1980 promovieren. Als Studienrat für Sport und Geschichte war er anschließend an Gymnasien in Hürth und Frechen beschäftigt und verfolgte in dieser Zeit – auch mit Hilfe eines Forschungsstipendiums des IOC – seine Studien zum Bild des Sports in prominenter Kunst von der italienischen Renaissance bis zur Postmoderne. 1995 habilitierte er sich mit dieser kulturwissenschaftlichen Untersuchung an der Ruhr-Universität in Bochum und lehrte dort als Privatdozent. 2010 ging er in Pension, und seit einigen Jahren lebt und arbeitet er in Chonburi/Thailand.

## Veröffentlichungen
- Totalitäre Körper – Kultur. Ein Jahrhundert Leistungssport. (LIT-Verlag) Münster 2018
- Tempel der Körper. Eine Ketzerschrift. Kulturverlag Kadmos. Berlin 2015[1]
- Sportbilder Florian von Stetten Sport und Leistung. Sieger und Mächte. Sport und Schönheit. Dreiteilige Fernsehdokumentation. Idee und Mitarbeit: Peter Kühnst (Sport. Eine Kulturgeschichte im Spiegel der Kunst). Tag/Traum-Filmproduktion. Köln 2009
- Naked Champions Der sportliche Akt in der Fotografie. (Texte: P. Kühnst/W. Borgers) Edition Braus. Heidelberg 2004
- Corps d’Athletes Sport et naturisme dans la photographie. (Textes: P. Kühnst/W. Borgers) Edition du Regard. Paris 2004
- Physique Classic Photographs of Naked Athlets. (Contributions: P. Kühnst/W. Borgers) Thames & Hudson Ltd. London 2004
- Die Tradition der Sportdarstellung in der Kunstgeschichte des 18. und 19. Jahrhunderts. In: H. Körner/A. Stercken (Hrsg.). Kunst, Sport und Körper. 1926–2002/GESOLEI. Hatje Cantz Verlag. Ostfildern-Ruit 2002. S. 235–241
- Sportführer Manfred Ewald Eine mentalitätsgeschichtliche Annäherung zum Tode des ehemaligen DDR-Sportpräsidenten. Deutschlandfunk. Köln 9. Dezember 2001
- Glaube – kämpfe – gehorche Unbequeme Erinnerungen an die totalitaristische Tradition in der Geschichte des Leistungssports von 1928 bis 1989. In: S. Meck/P.G. Klussmann (Hrsg.). (Festschrift für Dieter Voigt) Lit-Verlag. Münster-Hamburg-London 2001, S. 219–244
- Fragen zur historischen Topographie alternativer Körperkultur am Bauhaus. In: W. Simmat (Hrsg.). Weimarer Vorträge über Beziehungen des Sports zu Kunst und Kultur. (Bauhaus-Universität-Weimar) Weimar 2000 S. 84–91
- Sport. Eine Kulturgeschichte im Spiegel der Kunst. (Habilitation) Verlag der Kunst. Dresden-Amsterdam 1996
- Sports. A Cultural History in the Mirror of Art. (Übersetzung: Allen, Guttman, Amherst/Mass.) Gorden & Bridge Fine Arts. New York-London-Amsterdam 1996
- Sport as Reflected in Art from the Renaissance to Impressionism By: Quest 41 (1989) 2 (University of North Carolina) Champaigne, IL, p. 89–98
- Bibliographie Sport und Kunst Gymnastik, Exerzitien, Leibesübungen, Körperkultur, Turnen, Sport und Spiel in der Bildenden Kunst von der Renaissance bis zur Gegenwart. (3127 vielfach annotierte Titel) Selbstverlag. Köln 1986. Frechen 1989
- Der missbrauchte Sport Die politische Instrumentalisierung des Sports in der Sowjetischen Besatzungszone und der Deutschen Demokratischen Republik von 1945 bis 1957. (Dissertation) Verlag Wissenschaft und Politik. Köln 1982